# Юрій Збаразький (староста)
Юрій Андрійович Збаразький (пом. 1580) — князь українського-литовського походження, державний діяч Речі Посполитої.

## Життєпис
Про дату народження відомості недостатні. Походив з роду магнатів — князів Збаразьких гербу Корибут. Третій син князя Андрія Збаразького та його дружини Олени-Ганни Гербурт. Здобув гарну домашню освіту.
Після смерті батька близько 1540 року розділив із братом Миколою замок й місто Збараж, а також отримав 1/4 Збаразького князівства. У 1555 році одружився з представницею роду Насиловських, під впливом якої перейшов із православ'я в католицтво. Не підписав Акт Люблінської унії 1569 року, але згодом визнав об'єднання Великого князівства Литовського та Польського королівства. У 1571 році отримав Пінське староство.
У 1577 році одружився вдруге — з представницею православного роду Козинських. У цьому шлюбі мав 2 доньок. Незабаром отримав Сокальське староство, яким володів до самої смерті.
За заповітом 1579 року князя Юрія, у разі передчасної смерті сина, володіння залишалися в роду Збаразьких. Помер у 1580 році в Збаражі, був похований там само в замковому костелі. Після передчасної смерті його сина Януша (невдовзі після смерті Юрія Збаразького)— 1580 або 1581 року — володіння успадкував брат Стефан.

## Родина
Перша дружина — Щенсна (Щасна; пом. близько 1560), донька Єжи Насиловського. Діти:
- Януш (1556—1580/1581)
- Софія (1557-бл.1562)
- Маруша (1559—1603), дружина Миколи Нарушевича, жмудського каштеляна
- Анастасія (1560-після 1591), дружина Романа Воловича, королівського дворянина

Друга дружина — Варвара, донька Михайла Козинського та Марії Юріївни Гольшанської. Діти:
- Гальшка (д/н-після 1608), дружина Людвіка М'якицького (Мєнкіцького)
- Катерина (Катажина; пом. до 1608), дружина Миколая Белжецького